# Bob Lark
Robert James „Bob“ Lark (* um 1960) ist ein US-amerikanischer Jazztrompeter (auch Flügelhorn) und Hochschullehrer, der vor allem durch seine Zusammenarbeit mit Phil Woods bekannt wurde.

## Leben und Wirken
Lark studierte in den frühen 1980er-Jahren an der Ohio State University, wo er den Bachelor erwarb. Er studierte auch an der North Texas State University, wo er auch den jeweiligen Jazz Ensembles und Bigbands angehörte, mit denen 1981 und 1985 erste Aufnahmen entstanden. 1986 tourte er mit der One O'Clock Lab Band in Australien. Nach dem Masterabschluss folgte die Promotion an der North Texas State über die Struktur und Form von Soli des Trompeters Freddie Hubbard (1994).
Er unterrichtete zunächst als Assistant Professor of Music an der Emporia State University, Kansas, ab den 90ern Jazztrompete, ferner Jazzpädagogik, Jazz-Stil und Geschichte des Jazz an der DePaul University, wo er auch die dortige Bigband leitet. 1995 trat diese unter Larks Leitung mit Clark Terry als Gastsolist in Chicago auf; 1997 nahm er sein Debütalbum First Steps ein, an dem u. a. Paul McKee (Posaune), Bob Mintzer, Larry Novak (Piano), Sharay Reed (Bass) und Tim Davis (Schlagzeug) mitwirkten. 2004 folgte die Produktion Suggestions, mit Mark Colby (Tenorsaxophon), Jim McNeely (Piano), Kelly Sill (Bass) und Joel Spencer (Schlagzeug).
Im selben Jahr trat er mit DePaul University Jazz Ensemble und Phil Woods als Gastsolisten im Chicagoer Jazzclub The Jazz Showcase auf (Woodlands); 2005 folgten Aufnahmen mit Woods in Quintettbesetzung (In Her Eyes, Bob Lark/Phil Woods Quintet mit Jim McNeely, Steve Gilmore, Bill Goodwin) und 2006 erneut ein Mitschnitt aus dem Jazz Showcase (Swingchronicity), mit Phil Woods und dem DePaul University Jazz Ensemble. Woods war auch an Larks eigenem Album Cathy’s Songbeteiligt, das 2007 entstand. Mit dem Universitätsensemble arbeitete er ferner mit Solisten wie Louie Bellson, Bob Brookmeyer, Jim McNeely, Jeff Hamilton, Slide Hampton, Randy Brecker, Tom Harrell, Ira Sullivan, Mark Colby, Bobby Shew und Frank Wess. Im Bereich des Jazz war er zwischen 1981 und 2013 an 24 Aufnahmesessions beteiligt. 2010 wurde er für seine jazzpädagogische Arbeit vom Down Beat mit dem Jazz Education Achievement Award geehrt.